# Pinglu (Shuozhou)
Der Stadtbezirk Pinglu (chinesisch 平鲁区, Pinyin Pínglǔ Qū) ist ein Stadtbezirk der bezirksfreien Stadt Shuozhou in der chinesischen Provinz Shanxi. Er hat eine Fläche von 2.317 km² und zählt 148.212 Einwohner (Stand: Zensus 2020). 

## Administrative Gliederung
Auf Gemeindeebene setzt sich der Stadtbezirk aus zwei Großgemeinden und elf Gemeinden zusammen. 